# Khaya anthotheca
Espèce
Synonymes
- Garretia anthoteca Welw.[1]
- Garretia anthotheca Welw.[2]
- Khaya nyasica Stapf ex Baker f.[2]
- Khaya nyasica Stapf ex E.G. Baker[3]

Statut de conservation UICN

 VU A1cd : Vulnérable
Khaya anthotheca est une espèce de plantes de la famille des Meliaceae.

## Publication originale

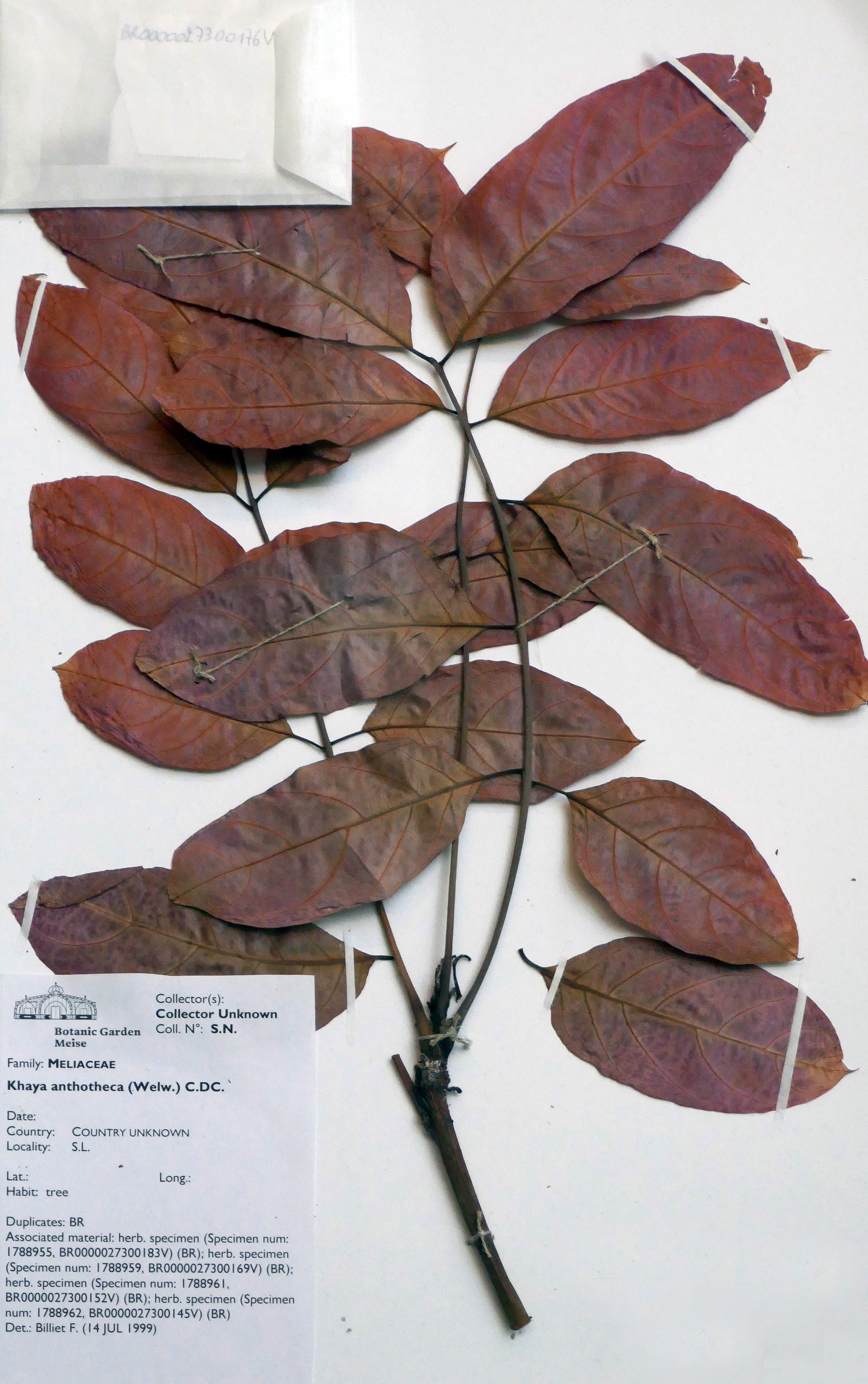
Feuilles de Khaya anthotheca.

- Monographiae Phanerogamarum 1: 721. 1878.